# La Rose noire
Pour les articles homonymes, voir Rose noire (homonymie).
Pour plus de détails, voir Fiche technique et Distribution.
La Rose noire (The Black Rose) est un film d'Henry Hathaway, une coproduction américaine et britannique sortie en 1950. le film a été tournée en partie en Angleterre et au Maroc.

## Synopsis
À la mort de son père, au XIIIe siècle, un noble saxon, Walter de Gurnie, tente en vain de se rebeller contre les Normands maîtres de l'Angleterre depuis deux siècles, mais il est pourchassé par la seconde femme de son père, elle-même normande, et devient hors-la-loi. Il décide alors de partir en quête de fortune en Extrême-Orient, en compagnie de son ami, l'archer Tristam, qui se retrouve lui aussi hors-la-loi. Tous deux entrent au service d'un seigneur de guerre mongol, Bayan. Quelque temps après, ils recueillent Maryam, surnommée « la Rose noire », une femme aux origines en partie anglaises qui s'est enfuie du harem de Bayan. Elle tombe amoureuse de Walter mais ce dernier ne fait pas attention à elle, trop préoccupé par son aventure. Tristam, qui n'apprécie pas les combats au service de Bayan, décide de partir en compagnie de Maryam qui voudrait aller en Angleterre.
Walter est envoyé par Bayan en mission auprès de l'impératrice de Chine. Mais, à son arrivée, il apprend qu'il sera retenu en Chine en qualité d'« invité » pour le restant de ses jours. Il retrouve Tristam et Maryam, qui ont été capturés. Walter se rend alors compte qu'il aime Maryam. Ils décident de s'échapper tous les trois. Tristam perd la vie. Maryam embarque sur un petit bateau qui part à la dérive avant que Walter ait pu la rejoindre. Walter rentre dans son pays seul.
En dépit de la dénonciation dont avait été victime Walter, le roi Édouard Ier d'Angleterre sait qu'il a été mal jugé et l'accueille, d'autant plus chaleureusement que Walter rapporte de nombreuses merveilles de culture et de technologie, comme la poudre à canon ou le cadran solaire. Deux ambassadeurs envoyés par Bayan arrivent alors ; ils amènent avec eux la Rose noire pour rejoindre Walter. Lui expliquant qu'ils sont anglais avant d'être saxons ou normands, le roi fait Walter chevalier.

## Fiche technique
- Titre original : The Black Rose
- Titre français : La Rose noire
- Réalisation : Henry Hathaway
- Scénario : Talbot Jennings, d'après le roman The Black Rose de Thomas B. Costain
- Direction artistique : Paul Sheriff, W. Andrews
- Costumes : Michael Whittaker (en)
- Photographie : Jack Cardiff, assisté de Paul Beeson (cadreur, non crédité)
- Son : Buster Ambler
- Montage : Manuel Del Campo
- Musique : Richard Addinsell
- Production : Louis D. Lighton
- Production exécutive : Darryl F. Zanuck
- Société de production : Twentieth Century Productions
- Société de distribution : Twentieth Century-Fox Film Corporation
- Pays d’origine :  États-Unis,  Royaume-Uni
- Langue originale : Anglais
- Format : Couleur (Technicolor) — 35 mm — 1,37:1 — Son Mono (Western Electric Recording)
- Genre : Aventures
- Durée : 121 minutes
- Dates de sortie :
  - États-Unis : 1er septembre 1950

## Distribution
Légende : 1er doublage / 2e doublage
- Tyrone Power (VF : Yves Furet / Michel Papineschi) : Walter de Gurnie
- Orson Welles (VF : Jean Davy / Pierre Hatet) : Bayan
- Cécile Aubry (VF : Dorothée Jemma) : Maryam
- Jack Hawkins (VF : Serge Nadaud / Marc de Georgi) : Tristram
- Michael Rennie (VF : Marc Valbel) : le roi Edward
- Finlay Currie : Alfgar
- Herbert Lom : Anthemus
- Mary Clare : Comtesse de Lessford
- Bobby Blake : Mahmoud
- Alfonso Bedoya (VO : Peter Sellers) : Lu Chung
- Gibb McLaughlin : Wilderkin
- James Robertson Justice (VF : Claude Joseph) : Simeon Beautrie
- Henry Oscar : Frère Roger Bacon
- Laurence Harvey : Edmond
- Torin Thatcher (non crédité) : Harry

## Distinctions
Le costumier britannique Michael Whittaker est nommé à la 23e cérémonie des Oscars pour son travail sur le film (meilleure création de costumes).